# Batalha de Qingshanli
A Batalha de Qingshanli durou seis dias em outubro de 1920 entre o Exército Imperial Japonês e grupos armados coreanos em região madeireira do leste da Manchúria chamada Qīngshānlǐ (em japonês:  青山里, Seizanri, em coreano:  청산리, Cheongsanri). Ela ocorreu durante a campanha do exército japonês em Jiandao, durante a ocupação japonesa da Coreia (1910-1945).

## Antecedentes
Após o Movimento Primeiro de Março de 1919 de coreanos que clamavam pela liberação da ocupação japonesa, alguns ativistas coreanos formaram um exército de independência. O governo japonês solicitou à China para subjulgá-los mas não obteve nenhum resultado substantivo.
Em 2 de outubro de 1920, forças de independência atacaram Hun-ch'un e mataram 13 japoneses incluindo o comissionário da polícia do consulado. Em resposta, o Japão decidiu enviar tropas para o leste da Manchúria. O Japão imediatamente iniciou conversas com a China, e em 16 de outubro recebeu permissão para uma ação militar no leste de Jilin do governador de Jilin.

## Status das batalhas
As forças japonesas que se juntaram à expedição foram aquelas da 19ª Divisão do Exército, a 28ª Brigada e a 19ª Divisão, que estava a caminho de volta para o Japão, e duas unidades da 11ª e 13ª Divisões que haviam sido enviadas para Vladivostok.
Entre eles, apenas a 19ª Divisão do Exército lançou uma operação militar e os restantes apenas realizaram um bloqueio e uma demonstração. A 19ª Divisão foi instalada em Hunchun (Destacamento Isobayashi), Wangqing (Destacamento Kimura) e Yanji-Helong (Destacamento Azuma). Os destacamentos Isobayashi e Kimura não se envolveram em nenhum grande combate.
De 21 a 23 de outubro, o Exército da Administração Militar do Norte (북로군정서군, 北路軍政署軍), liderado por Kim Jwa-jin, atraiu alguns dos soldados japoneses e atacou-os em Baiyunping (白雲坪), Quanshuiping (泉水坪) e Wanlougou (完樓溝). Apesar de a força coreana ser pequena e usar táticas de guerrilha, ela se saiu vitoriosa. A força japonesa, que foi derrotada pelo Exército Independente Coreano, apelou pela ajuda do Destacamento Azuma. Eles foram às pressas para aliviar os remanescentes na luta contra o Exército de Idependendência Coreano.
O Destacamento Azuma se envolveu no combate contra o Exército de Independência Coreana a partir de 23 de outubro. O Exército de Administração Militar do Norte uniu-se ao Exército de Independência Coreano liderado por Hong Beom-do na luta contra a força japonesa. As tropas coreanas tinham uma vantagem em relação ao Destacamento Azuma, e duas forças mergulharam na batalha final na vila de Yulang (漁郎村). O exército coreano alegou ter matado 1,2 mil soldados japoneses e feridos milhares de outros em 26 de outubro. Como resultado, os japoneses retiraram-se da área de operação.

## Controvérsias

### Massacre de Hun-ch'un
A Coreia do Sul via o Incidente Hun-ch'un como uma ilusão por parte do Japão, o qual eles acreditavam que o usou como uma desculpa para despachar tropas.
De acordo com fontes coreanas, o exército japonês subornou um líder de bandidos chamado Ch'ang-chiang-hao e o fez atacar Hun-ch'un. As vítimas japonesas foram incidentalmente atacadas por bandidos que foram atraídos para o ataque de Ch'ang-chiang-hao e que não estavam sobre seu controle.

### Vítimas do exército japonês
Fontes japonesas alegam que hove 11 mortes e 24 feridos, sem nenhuma vítima entre os oficiais. Esses números são repetidos pela lista de mortos do Santuário Yasukuni. Investigações japonesas sobre armas da 19ª Divisão após a expedição concluíram que o exército japonês consumiu pouco armamento.
A única fonte coreana de soldados japoneses foi o "Comandante Regimental Kano". "A Sangrenta História do Movimento de Independência Coreano" diz que um documento secreto de um cônsul japonês relatou a morte do Comandante Regimental Kano, embora o Japão não tenha revelado um relatório. O Japão alega que o único homem que corresponde ao "Comandante Regimental Kano" foi o Cornel Nobuteru Kano, que serviu como comandante do 27º Regimento, e que seu nome não pode ser encontrado na lista de vítimas, mas se diz que ele liderou o regimento até 1922. Além disso, dois meses após a Batalha de Qingshanli, o regimento comandando pelo Coronel Kano capturou um coreano. Esse evento é registrado em uma telegrafia secreta do consulado japonês em Qingshanli em 31 de novembro de 1920.
Ao contrário, os sul coreanos referem-se a esta batalha como a "grande vitória em Cheongsalli" e a consideram uma vitória do Exército da Independência. Quando às vítimas do exército japonês, Chosun Doknip Undongji Hyulsa de Bak Inseok (1920) diz que "900 a 1.600, incluindo o Comandaante Regimental Kano," Daehan Minguk jeongdangsa compilado pela Comissão Nacional de Eleição (1964) "mais de mil" Hanguk jeonjaengsa pelo Comitê de Compilação de História Militar do Ministério de Defesa Nacional (1967) "3.300 mortos e feridos," e Hanguk Minjok Undongsa por Jo Jihun (1975) "3.300 incluindo o Comandante Regimental Kano".